# Circonscription de Dessie ville
La circonscription de Dessie ville est une des 135 circonscriptions législatives de l'État fédéré Amhara. Elle se situe dans la Zone Sud Wollo. Son représentant actuel est Asfaw Abebe Eregnaw.